# Hans Oscar Juel
Hans Oscar Juel (Klara Church Parish, Suecia, 17 de junio de 1863-Ystad, 4 de julio de 1931) fue un botánico, micólogo, briólogo sueco.

## Algunas publicaciones
- 1894. Mykologische Beiträge. II. Öfversigt af Kongl. Vetenskaps-Akademiens Föhandlingar Stockholm 1894 (9): 491-502
- 1897. Die Ustilagineen und Uredineen der ersten Regnell’schen Expedition. Bihang till Kungliga Svenska Vetenskaps-Akademiens Handlingar 23 (3 (10)): 1-30, tab.
- 1925. Mykologische Beiträge. IX. Arkiv för Botanik 19 (20): 10 pp.

### Libros
- elias magnus Fries, Hans Oscar Juel. 1836. Anteckningar öfver de i Sverige växande ätliga Svampar, &c (Notas en Suecia sobre las setas comestibles de crecimiento). 68 pp.

- 1889. Beiträge zur Anatomie der Trematodengattung Apoblema (Dujard.). Vol. 15, N.º 6 de Svenska vetenskapsakademien, Estocolmo. Handlingar. Ed. P.A. Norstedt. 46 pp.

- 1890. Untersuchungen über den Rheotropismus der Wurzeln

- 1895. Hemigaster, ein neuer Typus unter den Basidiomyceten

- 1897. Muciporus und die Familie der Tulasnellaceen

- 1898. Die Kerntheilungen in den Basidien und die Phylogenie der Basidiomycetes

- 1900. Vergleichende Untersuchungen über typische und parthenogenetische Fortpflanzung bei der gattung Antennaria

- 1900-1905. Beiträge zur Kenntniss der Tetradenteilung

- 1907. Studien über die Entwicklungsgeschichte von Saxifraga granulata

- 1919. Hortus Linnaeanus. Vol. 1 de (Skrifter utg. av Svenska Linné-Sällskapet). 127 pp.

- 1920. Early investigations of North American flora: with special reference to Linnaeus and Kalm. Svenska Linnésällskapets årsskrift. Ed. Almqvist & Wiksells Boktryckeri, 79 pp.

- 1923. A revision of Kalm's herbarium in Upsala. Svenska Linné-sällskapets årsskrift. Ed. Almqvist & Wiksells Boktryckeri, 23 pp.

- -------, Joachim Burser. 1923. Studien in Burser's Hortus siccus. Volumen 5, N.º 7 de Nova acta, Kungl. Vetenskaps-societeten i Uppsala. Ed. E. Berlings Boktryckeri a.-b. 144 pp.

- -------, carl peter Thunberg. 1964. Index Herbariorii Thunbergiana. 63 pp.

## Honores

### Epónimos
- (Balanophoraceae) Juelia Aspl.[1]

- La abreviatura «Juel» se emplea para indicar a Hans Oscar Juel como autoridad en la descripción y clasificación científica de los vegetales.[2]